# Club Hoquei Mataró
Il Club Hoquei Mataró è un club di hockey su pista avente sede a Mataró.

## Palmarès

### Titoli nazionali
- Coppa di Spagna : 1
  - 1967

### Titoli internazionali
- Coppa CERS/WSE: 1

2008-09